# II bitwa pod Syrtą
II bitwa pod Syrtą – została stoczona 22 marca 1942 roku na Morzu Śródziemnym na wysokości libijskiego miasta Syrta w czasie II wojny światowej, pomiędzy marynarką brytyjską a włoską. Mimo znacznych strat Brytyjczyków bitwa przyniosła sukces strategiczny, bowiem odsunęła w czasie (a jak się później okazało na zawsze) zdobycie Malty przez siły zbrojne państw Osi.

## Podłoże
W końcu 1941 roku, wskutek poniesionych strat, flota brytyjska w basenie Morza Śródziemnego była zbyt słaba, by skutecznie zwalczać okręty wojenne Osi. Szczególnie narażona na ataki lotnictwa włoskiego i niemieckiego z Sycylii była Malta, baza lotniczo-morska aliantów położona w połowie drogi między Gibraltarem a Aleksandrią i stanowiąca tym samym osłonę konwojów alianckich w drodze z Egiptu do Wielkiej Brytanii i odwrotnie. Sztaby państw Osi planowały zdobycie Malty, a przygotowania do desantu poprzedzały zmasowane bombardowania wyspy przez stacjonujący na Sycylii Fliegerkorps II. Z tej przyczyny niezbędnym stało się słanie na Maltę zaopatrzenia w postaci nowych samolotów bojowych, amunicji, paliw i żywności.
Zaopatrzenie docierało na wyspę początkowo tylko od zachodu, czyli z Wielkiej Brytanii przez Gibraltar. Trasa była bardzo niebezpieczna, bowiem w cieśninie między Sardynią i Sycylią a wybrzeżem tunezyjskim statki i okręty brytyjskie były narażone na ataki zarówno samolotów, jak i wszelkich okrętów podwodnych i nawodnych, w tym szybkich kutrów torpedowych i ścigaczy artyleryjskich. Straty ponoszone w tym wstępnym okresie wojny były ogromne i dopiero w roku 1942 – po uruchomieniu linii dostawczych w Afryce Środkowej i na Oceanie Indyjskim – można było zaopatrywać Maltę z Aleksandrii, linią uznawaną za bezpieczniejszą.

## Przed bitwą
Jeden z takich konwojów wyruszył z Aleksandrii w nocy z 20 na 21 marca. W jego skład weszły 3 statki transportowe („Talabot”, „Clean Campell”, „Pampas” i transportowiec floty HMS „Breconshire”), wiozące około 25 tysięcy ton ładunku. Ubezpieczenie pod dowództwem kontradmirała Philipa Viana składało się z 4 krążowników i 10 niszczycieli; wspomagało je 6 niszczycieli eskortowych typu „Hunt” z Tobruku. Na spotkanie konwoju wyszły nadto z Malty krążownik „Penelope” i niszczyciel „Legion”, które dołączyły do konwoju 22 marca o godzinie 8 rano.

## Starcie
22 marca o godz. 14.27 HMS „Euryalus” dostrzegł krążowniki włoskie. Morze było wzburzone, ale widzialność dobra. Vian natychmiast wydał rozkaz, by dywizjony szturmowe odparły atak sił włoskich, podczas gdy konwój z eskortą miał płynąć dalej na południowy zachód. Sprzyjający wiatr pozwolił na postawienie zasłony dymnej. Gdy zorientowano się, że nacierają jedynie krążowniki, Vian skierował przeciw nieprzyjacielowi krążowniki HMS „Cleopatra” i „Euryalus”, sam zaś z resztą sił zawrócił w kierunku konwoju.
Krążowniki włoskie po wymianie ognia, która trwała zaledwie 13 minut, zawróciły na północny zachód. W tym czasie konwój odpierał atak bombowców. Dzięki eskorcie niszczycieli i krążownika przeciwlotniczego HMS „Carlisle” strat nie odnotowano, ale już o godz. 16.40 ponownie dostrzeżono krążowniki włoskie. W kilka minut później na polu bitwy pojawił się pancernik „Littorio”. Okręty brytyjskie (w czasie wymiany ognia ciężkiemu uszkodzeniu uległ niszczyciel HMS „Havock”) postawiły zasłonę dymną i zza niej przeprowadziły atak torpedowy. Był on nieskuteczny, ale pancernik i krążowniki włoskie nie wytrzymały parcia i złamały szyk.
O godz. 18.43 pojawiły się ponownie okręty włoskie, które niszczyciele brytyjskie zaatakowały wystrzeliwując 25 torped. Jedna z nich trafiła włoski pancernik, ale jednocześnie trafiony został HMS „Kingston”, który musiał zawrócić do bazy. Uszkodzony został także w tym czasie kolejny niszczyciel brytyjski, HMS „Lively”, któremu udało się – mimo wszystko – odpalić torpedy.
Po tej akcji okręty włoskie (mimo braku poważnych strat) wycofały się, a państwa Osi zrezygnowały ostatecznie z desantu na Malcie. W tym sensie druga bitwa pod Syrtą miała ogromne – dla dalszego przebiegu wojny w basenie Morza Śródziemnego – znaczenie. Ewentualne zdobycie Malty przez armie Osi uniemożliwiłoby przeprowadzanie konwojów pomiędzy Gibraltarem i Aleksandrią a co za tym idzie ułatwiłoby siłom Erwina Rommla pokuszenie się o zdobycie Egiptu i wkroczenie na pola naftowe Bliskiego Wschodu.

## Po bitwie
Sukces osiągnięty przez flotę brytyjską został w znacznym stopniu zniweczony przez zwłokę, spowodowaną walką i zboczeniem z kursu prowadzącego wprost ku Malcie, co spowodowało utratę wszystkich statków transportowych (niektórych już po dotarciu na Maltę).